# 彭埠駅
彭埠駅（ほうふえき）は、中華人民共和国浙江省杭州市上城区鴻泰路と明月橋路の交差点に位置する杭州地下鉄1号線と4号線の駅。

## 歴史
- 2012年11月24日：1号線の駅として開業[1]。
- 2015年2月2日：4号線の開業により乗換駅となる[2]。

## 駅構造
島式ホーム2面4線を有する地下駅。外側2線を1号線、内側2線を4号線が使用する。そのため両路線は同一方向での対面乗換が可能となっている。
駅の東側には多くの配線が設置されています。4号線には両渡り線が設置されているほか、七堡車両基地に接続する引き上げ線2線があります。また、1号線湘湖方面の線路には、七堡車両基地に接続する引き上げ線1線が設けられています。

### のりば

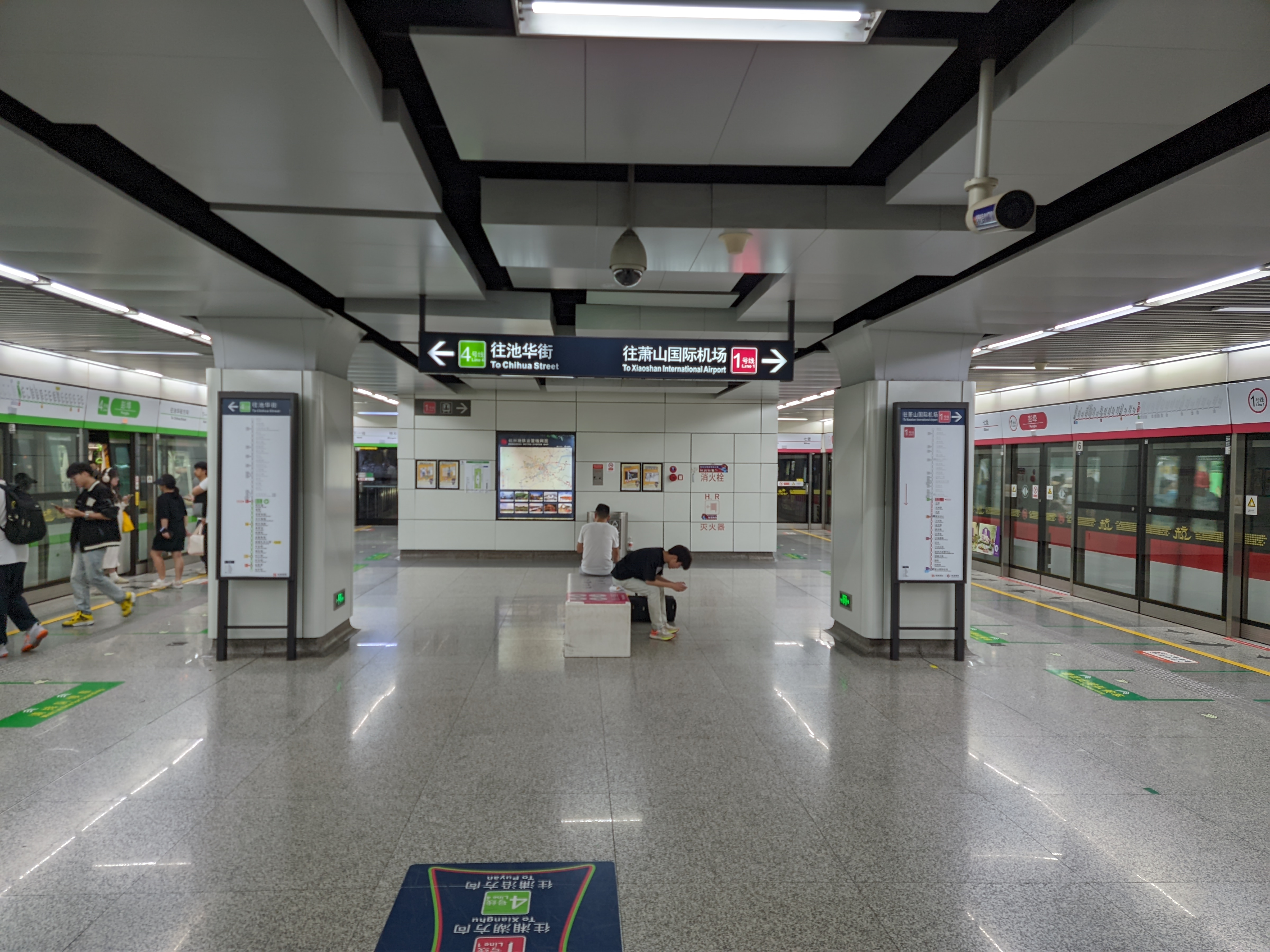
上り方向ホーム
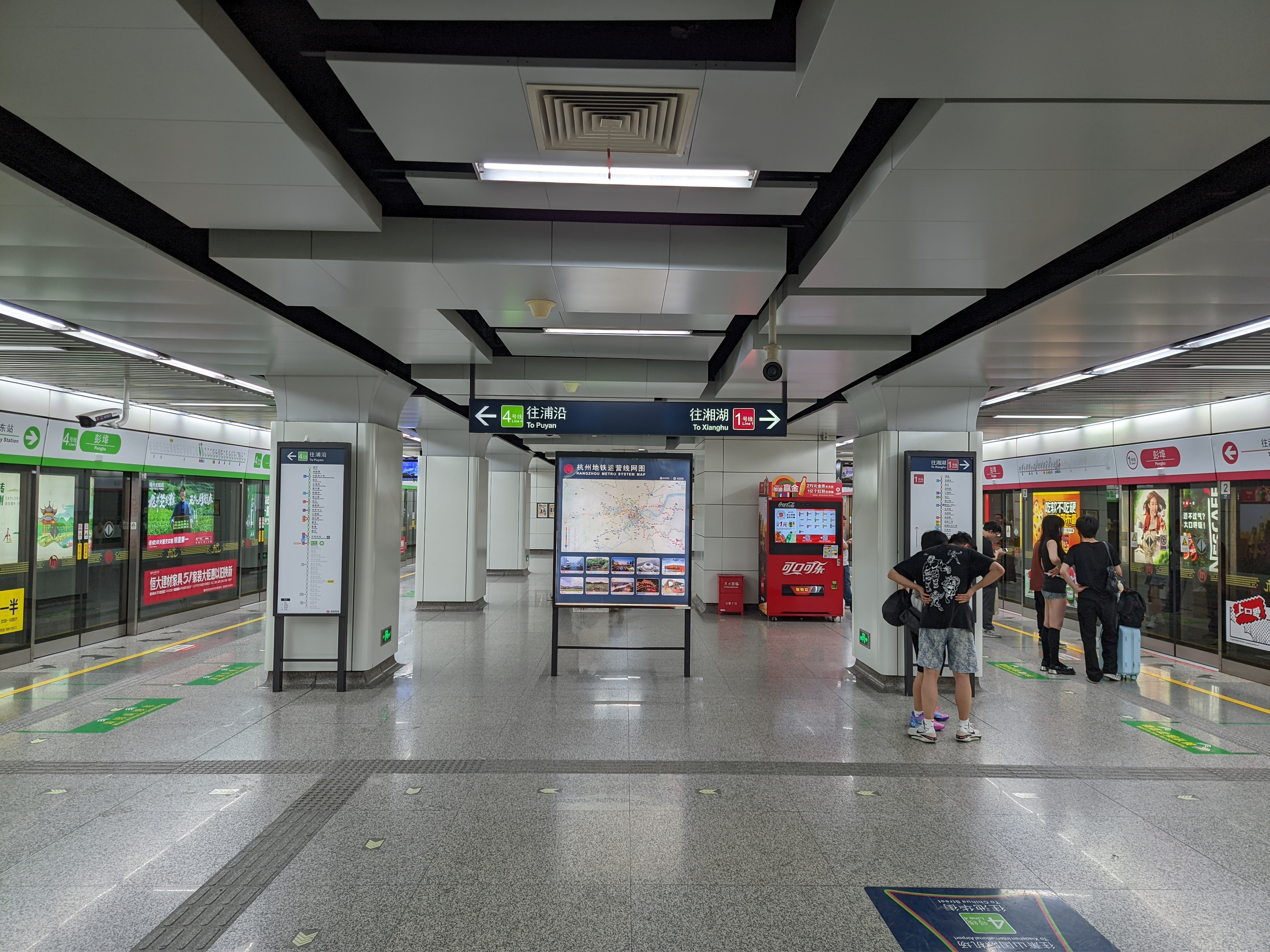
下り方向ホーム

| 路線    | 方向 | 行先                               |
| ------- | ---- | ---------------------------------- |
| ■ 1号線 | 下り | 火車東站・武林広場・城站・湘湖方面 |
| ■ 4号線 | 下り | 火車東站・浦沿方面                 |
| ■ 4号線 | 上り | 池華街方面                         |
| ■ 1号線 | 上り | 客運中心・ 蕭山国際機場方面        |

（出典：杭港地下鉄:内部空间示意图）
- 上り方向ホーム
- 下り方向ホーム

## 駅周辺
- 三花国際ビル
- 花語天境府
- 杭州之翼 - B出入口直結
- 杭州徳信中心
  - 杭州徳信中心商場
  - 徳信望宸光里
- 環翼城
- 新和嘉苑
- 中豪五星国際
- 明月嘉苑
- 港竜悠楽城
- 新中宇・維薩
- 徳信東望
- 都会翡翠花苑

## 隣の駅
杭州地下鉄
■ 1号線
火車東站駅 - 彭埠駅 - 七堡駅
■ 4号線
火車東站駅 - 彭埠駅 - 明石路駅